# Kanton Saint-Clair-sur-l'Elle
Kanton Saint-Clair-sur-l'Elle (francouzsky Canton de Saint-Clair-sur-l'Elle) byl francouzský kanton v departementu Manche v regionu Dolní Normandie. Tvořilo ho 14 obcí. Zrušen byl po reformě kantonů 2014.

## Obce kantonu
- Airel
- Bérigny
- Cerisy-la-Forêt
- Couvains
- La Meauffe
- Moon-sur-Elle
- Notre-Dame-d'Elle
- Saint-André-de-l'Épine
- Saint-Clair-sur-l'Elle
- Saint-Georges-d'Elle
- Saint-Germain-d'Elle
- Saint-Jean-de-Savigny
- Saint-Pierre-de-Semilly
- Villiers-Fossard